# Kampung Lama (Besitang)
Kampung Lama is een bestuurslaag in het regentschap Langkat van de provincie Noord-Sumatra, Indonesië. Kampung Lama telt 3668 inwoners (volkstelling 2010).